# Markhof (Weißenburg)
Markhof ist ein Gemeindeteil der Großen Kreisstadt Weißenburg in Bayern im Landkreis Weißenburg-Gunzenhausen (Mittelfranken, Bayern). Markhof liegt in der Gemarkung Dettenheim.

## Lage
Der Weiler Markhof ist räumlich mit Weißenburg verbaut und liegt im äußersten Süden der Stadt nahe der Bundesstraße 2. Der Markhofgraben entspringt am Ort und mündet nach wenigen Metern in die unweit vorbeifließende Schwäbische Rezat, südlich fließt der Kühlenbach vorbei. Östlich liegt der Ort Stadelhof, südlich Dettenheim, im Westen liegen die zu Treuchtlingen gehörenden Gemeindeteile Grönhart und Naßwiesen. Markhof liegt direkt auf dem 49. Breitengrad.

## Geschichte
Im Jahre 1846 waren in Markhof drei Häuser, drei Familien und 13 Seelen verzeichnet. 1871 lebten die 18 Einwohner Markhofs in vier Gebäuden; sie besaßen insgesamt fünf Pferde und 29 Stück Rindvieh. Vor der Gemeindegebietsreform in Bayern in den 1970er Jahren war Markhof ein Gemeindeteil von Dettenheim.